# Tropenkrankheit

Durch Tropenkrankheiten verlorene gesunde Lebensjahre pro 100.000 Einwohner im Jahr 2002:
keine Daten
≤100
100–200
200–300
300–400
400–500
500–600
600–700
700–800
800–900
900–1000
1000–1500
≥1500

Unter Tropenkrankheiten versteht man sämtliche Krankheiten, die nur oder überwiegend in den Tropen auftreten. Praktisch wird dies meist verstanden als alle Infektionskrankheiten des Menschen, deren Erreger bzw. Überträger vor allem in tropischen oder subtropischen Bereichen auftreten. Diese Verbreitung bedingt sich durch sowohl Klima-, als auch Umwelt- und/oder sozioökonomische Bedingungen, die vermehrt in tropischen Entwicklungsländern aufzufinden sind. Als Gruppierung von Erkrankungen sind sie Hauptbetätigungsfeld der Tropenmedizin.

## Übersicht
Allgemein gilt, dass für einen großen Teil der hohen Morbidität sowie die hohe Frühmortalität Faktoren verantwortlich sind, die in gemäßigten, industrialisierten Zonen selten geworden sind, so zum Beispiel schlechte Hygiene, Mangelernährung und respiratorische Erkrankungen, was die WHO als Anlass zu einer Vielzahl an Programmen zur Verbesserung dieser Umstände veranlasst hat.

## Krankheiten
Je nach Definition und Quelle finden sich unterschiedliche Angaben über die Anzahl und Identität der einzelnen Tropenkrankheiten. Beispielhaft sei hier eine Übersicht über einige der verbreitetsten gegeben:
- Afrikanische Trypanosomiasis (Afrikanische Schlafkrankheit)
- Leishmaniose
- Onchozerkose (Flussblindheit)
- (lymphatische) Filariose (siehe auch Elephantiasis)
- Schistosomiasis (Bilharziose)
- Dengue-Fieber
- Ebolafieber

Einige der heute (je nach Quelle) als Tropenkrankheiten angesehenen Erkrankungen waren zu früheren Zeiten auch in Europa bzw. global verbreitet, so zum Beispiel Pest, Cholera, Lepra und Malaria. Als Gegentrend verbreiten sich durch die im Rahmen des Klimawandels stattfindenden, langfristigen Veränderungen der Lebensräume, sowie den erhöhten Reise- und Warenverkehr u. a. auch in Deutschland Überträger tropischer Krankheiten, speziell Mücken, wie die Asiatische Tigermücke (Aedes albopictus). Mit diesen Überträgern verbreiten sich die von ihnen übertragenen Erreger wie das West-Nil-Virus und das Zika-Virus.
Als weitere Kategorie hat die WHO die sogenannten neglected tropical diseases (engl. für „vernachlässigte Tropenkrankheiten“) definiert. Diese Liste enthält derzeit 20 Einträge in Form verschiedenster Gesundheitsgefahren und wurde zuletzt aktualisiert im Jahr 2017 durch Hinzufügen von Chromoblastomykose und anderen tiefen Mykosen, Krätze und anderen Ektoparasiten, sowie Vergiftungen durch Schlangenbisse (siehe auch Vernachlässigte Krankheiten).